# La croisière s'amuse, nouvelle vague
La croisière s'amuse
La croisière s'amuse, nouvelle vague (Love Boat: The Next Wave), est une série télévisée américaine en 25 épisodes de 42 minutes, développée par Brenda Hampton et Catherine LePard, et diffusée entre le 13 avril 1998 et le 21 mai 1999 sur le réseau UPN.
En France, la série a été diffusée du 6 janvier 2000 au 7 mai 2002 sur France 3 . Elle reste inédite dans les autres pays francophones.

## Synopsis
Dans cette suite, le Sun Princess succède au Pacific Princess. Chaque épisode reprend la même trame de scénario, trois histoires en parallèle :
– un couple embarque en situation de séparation ou se dispute en début de croisière, puis se réconcilie avant la fin de l'épisode ;
– deux personnes qui ne se connaissent pas se rencontrent, se fâchent, puis vivent le grand amour ;
– un membre de l'équipage rencontre un des passagers, se dispute avec lui à cause de leur histoire passée, un autre membre de l'équipage réussit à les réconcilier.

## Distribution
- Robert Urich (VF : Bernard Woringer) : capitaine Jim Kennedy III[2]
- Phil Morris (VF : Lionel Henry (acteur)) : Will Sanders
- Joan Severance (VF : Sylvie Ferrari) : Camille Hunter
- Corey Parker (en) (VF : Olivier Destrez) : docteur John Morgan
- Randy Vasquez (en) (VF : François Leccia) : Paolo Kaire
- Kyle Howard (en) (VF : Alexis Tomassian) : Danny Kennedy
- Stacey Travis (VF : Sylvie Ferrari) : Suzanne Zimmerman (saison 1)
- Heidi Mark (VF : Michèle Lituac) : Nicole Jordan (saison 2)

## Première saison (1998)

### Épisode 1:Le nouveau commandant
- États-Unis : 13 avril 1998 sur UPN
- France : 6 janvier 2000 sur France 3

### Épisode 2:Ciel! Mon commandant
- États-Unis : 20 avril 1998 sur UPN
- France : 7 janvier 2000 sur France 3

- Jessica Alba : Layla

### Épisode 3:Rituels d'amour
- États-Unis : 27 avril 1998 sur UPN
- France : 10 janvier 2000 sur France 3

### Épisode 4:Jackpot
- États-Unis : 4 mai 1998 sur UPN
- France : 11 janvier 2000 sur France 3

### Épisode 5:Le Commandant danse le mambo
- États-Unis : 11 mai 1998 sur UPN
- France : 13 janvier 2000 sur France 3

- Jerry Springer : lui-même

### Épisode 6:Entre père et fils
- États-Unis : 18 mai 1998 sur UPN
- France : 14 janvier 2000 sur France 3

## Deuxième saison (1998-1999)

### Épisode 1:Le Défilé
- États-Unis : 9 octobre 1998 sur UPN
- France : 17 janvier 2000 sur France 3

### Épisode 2:Leçons de tango
- États-Unis : 16 octobre 1998 sur UPN
- France : 18 janvier 2000 sur France 3

### Épisode 3:Madame le commandant
- États-Unis : 23 octobre 1998 sur UPN
- France : 20 janvier 2000 sur France 3

### Épisode 5:Tout ce qui brille
- États-Unis : 6 novembre 1998 sur UPN
- France : 24 janvier 2000 sur France 3

### Épisode 6:Le Triangle des Bermudes
- États-Unis : 13 novembre 1998 sur UPN
- France : 25 janvier 2000 sur France 3

### Épisode 7:L'Amour a ses raisons
- États-Unis : 20 novembre 1998 sur UPN
- France : 27 janvier 2000 sur France 3

### Épisode 8:Un don du cœur
- États-Unis : 20 novembre 1998 sur UPN
- France : 28 janvier 2000 sur France 3

### Épisode 9:Le Vampire et la Poupée
- États-Unis : 1er janvier 1999 sur UPN
- France : 31 janvier 2000 sur France 3

### Épisode 10:Jalousies
- États-Unis : 1er janvier 1999 sur UPN
- France : 1er février 2000 sur France 3

### Épisode 11:Un vent de romance
- États-Unis : 5 février 1999 sur UPN
- France : 3 février 2000 sur France 3

### Épisode 12:La Saint-Valentin
- États-Unis : 12 février 1999 sur UPN
- France : 4 février 2000 sur France 3

### Épisode 13:La Première fois
- États-Unis : 19 février 1999 sur UPN
- France : 26 avril 2000 sur France 3

### Épisode 14:Le Blues de La croisière s'amuse
- États-Unis : 26 février 1999 sur UPN
- France : 29 avril 2000 sur France 3

### Épisode 15:Cher papa
- États-Unis : 19 mars 1999 sur UPN
- France : 18 septembre 2000 sur France 3

### Épisode 16:Vérité sous hypnose
- États-Unis : 30 avril 1999 sur UPN
- France : 19 septembre 2000 sur France 3

### Épisode 17:Changement de look
- États-Unis : 7 mai 1999 sur UPN
- France : 21 septembre 2000 sur France 3

### Épisode 18:Cocktail de meurtre et revanche
- États-Unis : 14 mai 1999 sur UPN
- France : 22 septembre 2000 sur France 3

### Épisode 19:Coup de foudre à Cuba
- États-Unis : 21 mai 1999 sur UPN
- France : 25 septembre 2000 sur France 3